# Leonid Bujor
Leonid Bujor (27 novembre 1955 - 6 janvier 2021) est un homme politique moldave. Il est ministre de l'Éducation dans le premier cabinet Vlad Filat du 25 septembre 2009 au 14 janvier 2011.

## Biographie
Leonid Bujor est né le 27 novembre 1955 à Singureni. Il est membre du parti Alliance Notre Moldavie. Il est député au Parlement de Moldavie lors de la législature 2005-2009, élu sur les listes du Parti du Bloc démocratique de Moldavie démocratique. Il est remplacé dans le Gouvernement Filat II par Mihail Șleahtițchi. Du 18 février 2015 au 2 février 2016, il est secrétaire général adjoint du cabinet de la République de Moldovie.
Le 6 janvier 2021, durant la pandémie de Covid-19 en Moldavie, Leonid Bujor est décédé de la COVID-19 à l'âge de 65 ans,.

## Distinctions et décorations
En décembre 2010, il est décoré de « l' Ordre d'honneur » par le président par intérim de la République de Moldavie Mihai Ghimpu.